# 高竹德玛
高竹德玛（1951年2月7日—），柬埔寨政治人物。2003年－2013年擔任金边市市长，目前是柬埔寨人民党的国民议会金边选区议员。

## 经历
- 1995年-1999年 拉达那基里省省长
- 1999年-2003年 茶胶省省长
- 2003年-2013年 金边市市长